# Olga Boznańska
Olga Boznańska (Cracóvia, 15 de abril de 1865 – 26 de outubro de 1940) foi uma pintora polonesa.

## Biografia
Olga Boznańska era filha de Adam Nowina Boznański, um engenheiro de trem, e Eugenia Mondan, cidadã francesa. Sua mãe foi a primeira pessoa que lhe forneceu inspiração, e também foi a primeira a lhe dar aulas de desenho.
Entre 1883 e 1886, recebeu formação de Kazimierz Pochwalski e Jozef Siedlecki, e frequentou os cursos superiores para mulheres ministrados por Adrian Baraniecki.
A escola de Baraniecki era a principal alternativa disponível para as mulheres de  Cracóvia que aspiravam dedicar-se às belas artes, uma vez que a Universidade Jaguelônica não possibilitava a entrada de mulheres até 1894.
O Museu Nacional de Cracóvia adquiriu em 
1896 a primeira obra de Boznańska: o Retrato do pintor Paweł Nauen. Este mesmo museu recebeu o legado da pintora depois de seu falecimento. Em 1960, organizou uma grande exposição das obras da artista.

## Prêmios
Boznańska foi galardoada com diversos prêmios, entre eles a medalha de ouro da exibição internacional de Munique (1905), a Legião de Honra (1912), o Grande Prêmio da Exposição de Paris de 1939 e a Ordem Restituta da Polônia (1938).

## Obra
- Retrato de uma criança com uniforme escolar, Ca. 1890.[2]
- Na estufa, 1890.[2]
- Menina com crisântemos, 1894.[2]
- Retrato do pintor Paweł Nauen, 1893.[2] Esta obra foi premiada com a medalha de ouro da Exposição de Viena.[1]
- Anêmonas, 1901.[2]
- Retrato de Feliks Jasieński,1907.[2]
- Autorretrato, ca. 1906-7.[2]
- Natureza-morta com jarro, 1918.[2]

## Galeria

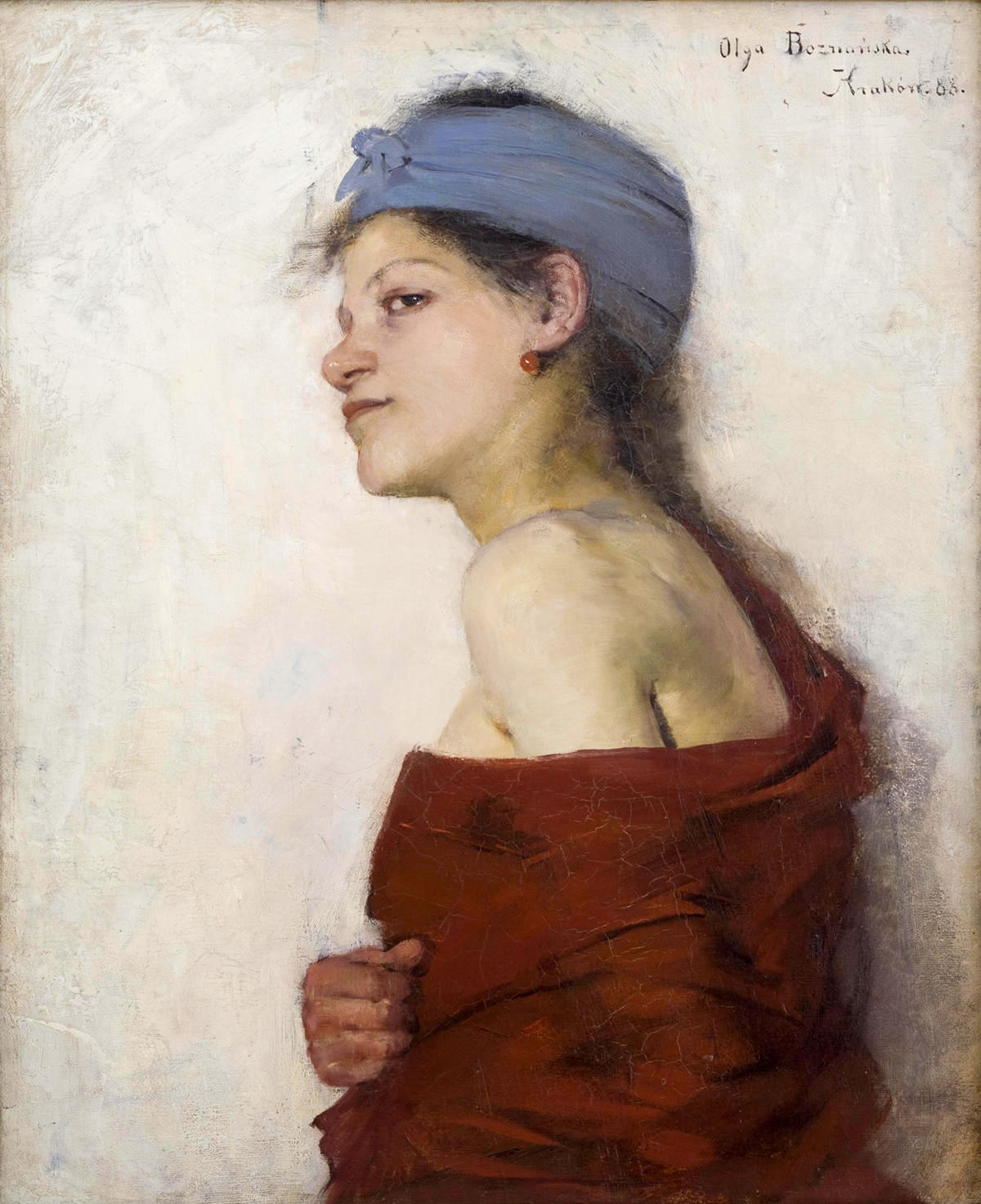
Retrato de uma mulher, 1888. Óleo sobre tela
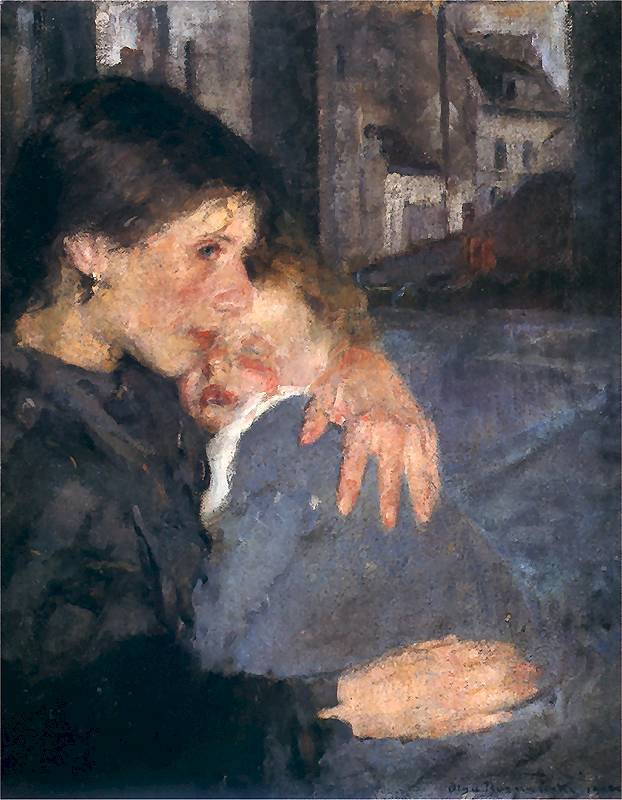
Maternal, 1902. Óleo sobre tela
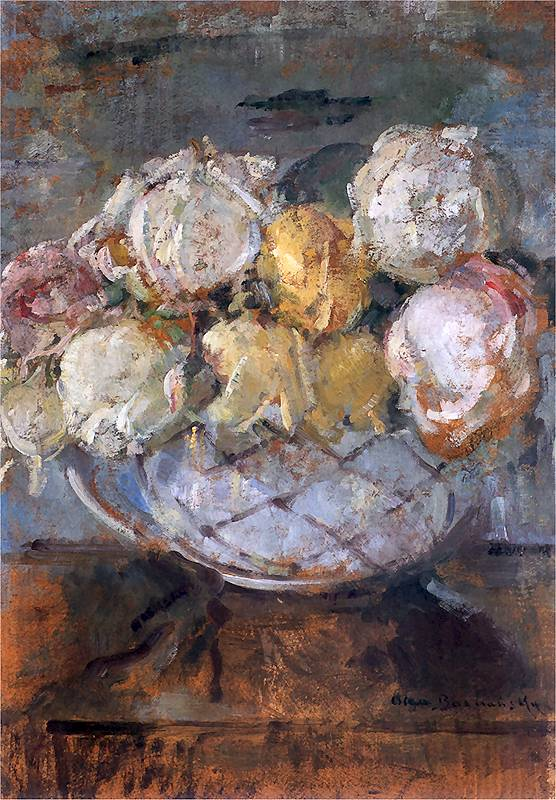
Rosas, óleo sobre cartão, data incerta
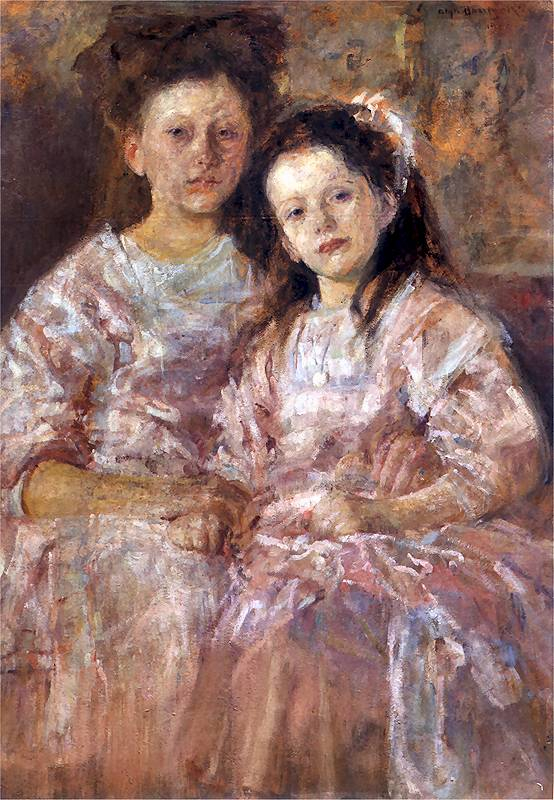
Duas meninas, óleo sobre cartão, 1906
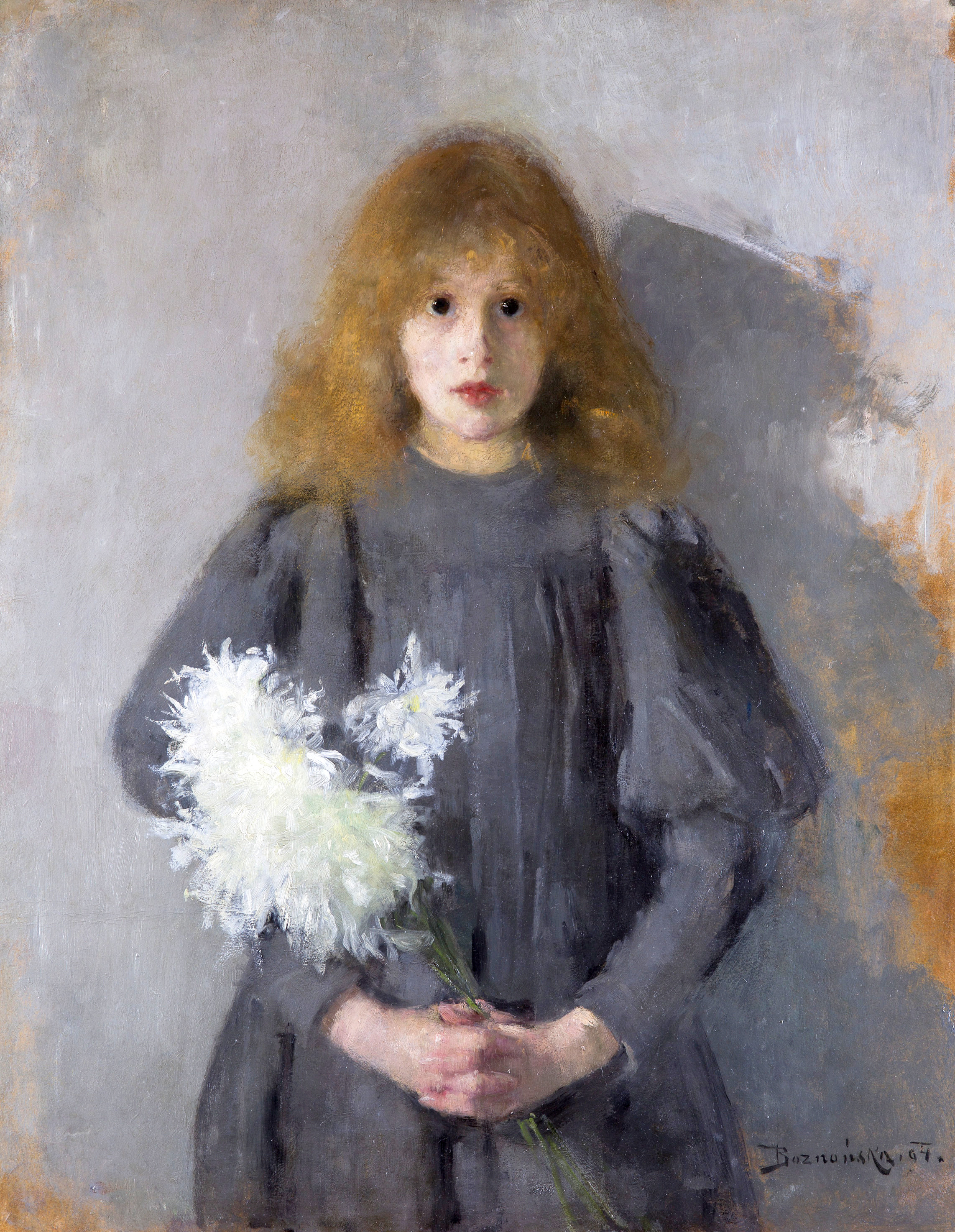
Menina com crisântemos, óleo sobre cartão, 1894